# Fahim Mohammad
Fahim Mohammad (nacido el 26 de julio de 2000) es un jugador de ajedrez franco-bangladesí. Es maestro de la FIDE desde 2017. Su Elo más alto fue 2383 (en junio de 2018).

## Vida personal
Nació en Dhaka, Bangladés en 2000 y se mudó a Francia en 2008 con su padre. La familia solicitó asilo político, que inicialmente fue rechazado por las autoridades francesas. Mientras tanto, Fahim había empezado a jugar al ajedrez en el club de ajedrez de Créteil. En 2012 se proclamó campeón nacional de ajedrez en la categoría sub-12. Continuó destacándose en el ajedrez y, en 2016, su índice Elo había aumentado a 2276, colocándolo entre los 150 mejores jugadores del mundo en la categoría sub-16.

## Cultura popular
La historia de la vida de Fahim fue contada en un libro de 2014 de Sophie Le Callennec y Xavier Parmentier. El libro ha sido traducido a varios idiomas, incluido el inglés, con el título A King in Hiding. El libro también se ha convertido en una película llamada Fahim. Dirigida por Pierre-François Martin-Laval y protagonizada por Gerard Depardieu, la película se estrenó en 2019.